# Queso tresse
El queso tresse, también conocido por su nombre árabe Jibneh Mshallaleh, es una forma de queso en cadena originario de Siria. Se puede comer solo o mezclado en pasteles.
El queso se mezcla adecuadamente con Mahleb, que a menudo se mezcla con comino negro (nigella sativa), anís o semillas de alcaravea. Suele empaparse en salmuera durante varias semanas antes de ser trenzado.
Descrito como un "queso blanco, semiblando y elástico, similar al mozzarella" con un aroma a "nuez", tradicionalmente está hecho de leche de vaca, pero se encuentran variaciones con leche de oveja o cabra. Se puede usar como un sustituto del queso oaxaqueño mexicano.

## Historia
Se cree que se originó en Armenia como Majdouleh, antes de ser llevado a Alepo.

## Disponibilidad
Fromagerie Marie Kade también produce versiones canadienses del queso en Boisbriand, Quebec.

## Otras lecturas
- La flor del paraíso y otros cuentos armenios, Virginia A. Tashjian - 2007

- Datos: Q48999210